# Cantonul Puteaux
Cantonul Puteaux este un canton din arondismentul Nanterre, departamentul Hauts-de-Seine, regiunea Île-de-France, Franța.

## Comune
| Comune  | Populație (1999) | Cod poștal | Cod INSEE |
| ------- | ---------------- | ---------- | --------- |
| Puteaux | 44.548           | 92.800     | 92.062    |